# International Academy of Architecture
Die International Academy of Architecture - a non-profit-making company for performing activities for private benefit (IAA, deutsch Internationale Akademie für Architektur) ist eine nichtstaatliche Non-Profit-Organisation mit Sonderstatus im UN-Wirtschafts- und Sozialrat.
Der Sitz der IAA ist in der bulgarischen Stadt Sofia, weshalb der offizielle englische Akademiename in allen Dokumenten, die der Verwendung in Bulgarien dienen, obligatorisch in bulgarischer Übersetzung verwendet wird (bulgarisch Международна Архитектурна Академия).
Die Mitglieder der IAA sind führende Wissenschaftler und Professoren zeitgenössischer Architektur aus aller Welt. Die Arbeitssprachen sind gleichberechtigt Englisch, Französisch, Russisch und Spanisch.
Ziele der IAA sind die Förderung architektonischer Schöpfung, Theorie und Bildung, die Bekanntmachung der Mitglieder und von deren Arbeiten, die Förderung des talentierten Nachwuchses, die Auseinandersetzung mit weltweiten, regionalen und lokalen Problemen der Architektur und Stadtplanung in Bezug auf die Umwelt und eine konstante Entwicklung der zivilen Gesellschaft. Ferner soll das vorhandene Fachwissen bei der Umsetzung von Programmen der Vereinten Nationen und deren Komitees unterstützend eingebracht werden. Des Weiteren sollen Bildungs- und Forschungsprogramme sowie neue Ideen und Konzepte auf dem Gebiet der Architektur gefördert werden.